# Žut
Žut (italsky Zut) je velmi řídce obydlený ostrov v Jaderském moři, je součástí souostroví Kornati (popřípadě tzv. Žutsko-sitské ostrovní skupiny). Administrativně je součástí Chorvatska, leží v Zadarské župě. Jeho rozloha 14,83 km² ho činí druhým největším ostrovem Kornat, délka pobřeží je cca 44 km. Okolo ostrova se nachází mnoho malých zátok, jako jsou Babin Bok, Bizikovica, Brodarska Draga, Bodovac, Cvitkovac, Deskomoda, Dragišina, Golubovac, Gužina, Hiljača, Jagodnja Uvala, Kuljkovica, Luka Žut, Male Kame, Maslinovica, Pečena, Pinizel, Platiča, Podlopatica, Podmuravnjak, Podražanj, Pristanišće, Rončevo gnizdo, Sabuni, Smokvena, Staručica, Strunac, Topli bok, Tvrda uvala, Ugljevica, Vele Kame, Žečnja Južna a Žečnja Zmorašnja. Nachází se zde marina, malý přístav, kaple svatého Kříže a několik apartmánů a restaurací.
Nejvyšším bodem ostrova je Gubavac s výškou 155 m nad mořem, na dalším kopci Grba se nachází kaple sv. Kříže.
Většinu ostrova tvoří jen pro středomoří obvyklé makchie, i když je zde možné nalézt také pole s olivovníky, vinnou révou a fíkovníky.
Většími sousedními ostrovy jsou Kornat a Pašman. Žut je obklopen mnoha ostrůvky, do nichž patří Glamoč, Did, Maslinjak, Tovarnjak, Gustac, Vela Bisaga, Mala Bisaga, Žutska Aba, Vela Dajnica, Crnikovac Mali, Crnikovac Veli, Mala Svršata, Vela Svršata, Mali Buč, Brskvenjak a Pinizelić.